# Mysmenella pseudojobi
Mysmenella pseudojobi là một loài nhện trong họ Mysmenidae.
Loài này thuộc chi Mysmenella. Mysmenella pseudojobi được miêu tả năm 2008 bởi Lin & S. Q. Li.